# 주스위스 대한민국 대사관
주스위스 대한민국 대사관은 대한민국 정부가 스위스의 수도인 베른에 설치된 대사관이다. 현임 대사는 금창록이며, 이전 대사는 노태강이다.

## 관할 구역
관할 구역은 스위스 전 지역이며, 리히텐슈타인을 겸임하고 있다.

## 기본 정보
- 설립일 : 1963년 2월 11일
- 설립 목적 : 스위스와의 외교 및 협력 그리고 스위스에 주재하고 있는 한국인들의 보호 취지
- 주요 활동 : 스위스와의 교류를 비롯, 정무/경제/통상/문화/홍보 업무와 영사 업무 등

## 업무 시간
- 매주 월요일 ~ 금요일 : 오전 8시 30분 ~ 저녁 5시 (점심 시간 : 낮 12시 30분 ~ 오후 2시, 영사 민원 업무 시간 : 오전 8시 30분 ~ 12시 30분, 오후 2시 ~ 5시)

## 휴무일
- 매주 토요일, 일요일
- 대한민국의 공휴일 중 3·1절, 광복절, 개천절, 한글날
- 스위스의 공휴일

## 소재지
- Kalcheggweg 38, P.O. Box 1220, 3000 Bern 16, Switzerland

## 공관 약사
- 1962년 : 국교수립 합의
- 1963년 2월 11일 : 상주공관 설치
- 1963년 3월 29일 : 초대 이한빈 대사 신임장 제정

## 같이 보기

### 일반 주제
- 대한민국-스위스 관계
- 주한 스위스 대사관
- 주제네바 대한민국 대표부

### 주변국에 설치된 한국 공관
- 주오스트리아 대한민국 대사관
- 주독일 대한민국 대사관
  - 주함부르크 대한민국 총영사관
  - 주프랑크푸르트암마인 대한민국 총영사관
- 주이탈리아 대한민국 대사관
- 주프랑스 대한민국 대사관